# Monti Franklin (Texas)
I Monti Franklin del Texas sono una catena montuosa (23 miglia di lunghezza, 3 miglia (4,8 km) di larghezza) che si estendono da El Paso, Texas, a nord nel Nuovo Messico. I Franklin si formarono a causa dell'estensione della crosta legata alla spaccatura del rift del Rio Grande durante il Cenozoico. Sebbene l'attuale topografia della catena e dei bacini adiacenti sia controllata dall'estensione durante la spaccatura negli ultimi 10 milioni di anni, le faglie all'interno della catena registrano anche deformazioni avvenute durante l'orogenesi laramide, tra 85 e 45 milioni di anni fa.
La vetta più alta è il North Franklin Peak a 2 192 m. Gran parte della catena fa parte del Franklin Mountains State Park. Le montagne sono composte principalmente da roccia sedimentaria, con qualche rocce magmatiche. I geologi si riferiscono a loro come monti con faglie a blocchi inclinati e in esse si possono trovare rocce precambriane risalenti a 1,25 miliardi di anni, le più antiche del Texas.